# كل رجال الرئيس (فلم)
كل رجال الرئيس (بالإنجليزية: All the President's Men) هو فيلم سينمائي سياسي أمريكي من إخراج ألان جاي باكولا وتأليف وليام غولدمان صدر سنة 1976 يوثق لأحداث فضيحة ووترغيت التي تسببت باستقالة ريتشارد نيكسون من رئاسة الولايات المتحدة. بني الفيلم على الكتاب الإستقصائي الذي يحمل نفس العنوان والذي صدر عام 1974 للصحفيين كارل برنستين وبوب ودورد اللذان حققا في فضيحة ووترغيت لصالح صحيفة واشنطن بوست. الفيلم من بطولة روبرت ريدفورد وداستين هوفمان في دور الصحفيين وودوارد وبرنشتاين.
رشح الفيلم إلى عدة جوائز وفئات منها جوائز الأوسكار وجوائز الغولدن غلوب وجوائز الأكاديمية البريطانية لفنون السينما والتلفزيون بافتا، في عام 2010 تم اختياره في مكتبة السجل الوطني للأفلام في الولايات المتحدة من قبل مكتبة الكونغرس الوطنية على أنه «أفضل فيلم ثقافي وتاريخي و جمالي مهم».

## بطولة
- روبرت ريدفورد
- داستين هوفمان
- هال هولبروك
- جيسون روباردس

## الميزانية والإيرادات
بلغت تكلفة إنتاج الفيلم حوالي 8.5 مليون دولار بينما حقق أرباحا تقدر بـ 70,600,000 (United States) دولار.

### ترشيحات وجوائز
| السنة | الحدث  | الفئة     | النتيجة |
| ----- | ------ | --------- | ------- |
|       | أوسكار | أفضل فيلم | ترشـيـح |

## وصلات خارجية
- مقالات تستعمل روابط فنية بلا صلة مع ويكي بيانات